# Blank.
『blank.』（ブランク）は、2012年12月3日からFM沖縄で放送されている音楽番組。

## 概要
『金秀グループプレゼンツ FREESY STYLE』に替わってスタートした洋楽専門の音楽番組。パーソナリティは日替わり制で、日によって選曲テーマが異なる。
放送時間は毎週月曜 - 金曜 10:40 - 10:55（日本標準時）。ただし、この時間帯には週に1回放送の別番組が編成されることがあり、その間番組は当該曜日の放送を休止する。
番組タイトルの表記には揺れがあり、FM沖縄公式サイト内でも本項の表題通りの『blank.』表記と、ピリオドの無い『blank』表記が混在している。
2015年2月6日には、邦楽特集をコンセプトにした派生番組『blank_j』がスタートした。同番組は、当時休止状態であった『blank.』金曜放送分の枠を使って放送されていたが、別の時間帯へ移動することもなく2015年内に終了した。

## パーソナリティ
Awich
担当：月曜 → 月曜・火曜 → 月曜
西向幸三（FM沖縄アナウンサー、ディレクター）
担当：火曜 → 水曜・木曜 → 水曜（2012年12月 - 2013年9月、2014年4月 - ）
Eurie
担当：水曜（2012年12月 - 2013年3月）
David Ralston
担当：木曜（2012年12月 - 2013年3月）
Wayne
担当：金曜（2012年12月 - 2013年6月）
ニッキー
担当：金曜（2014年8月 - 2014年9月）
TWIN CROSS
担当：金曜『blank_j』（2015年2月 - 2015年12月）
NANAE（seven oops ボーカル）
担当：月曜（2017年10月 - 2020年3月）
與古田忠
担当：水曜
伊是名優子（FM沖縄アナウンサー、ディレクター）
担当：木曜
ターナー
担当：金曜
むぎ (猫)
担当：火曜（2019年4月 - ）
田場千珠
担当：月曜（2020年4月 - 2022年3月）
naz → 山田なづ
担当：月曜（2022年4月 - ）